# Campionato mondiale di hockey su ghiaccio - Prima Divisione 2012
Il Campionato mondiale di hockey su ghiaccio - Prima Divisione 2012 è un torneo di hockey su ghiaccio organizzato dall'International Ice Hockey Federation. Il torneo si è disputato fra il 15 e il 21 aprile 2012. Le dodici squadre partecipanti sono state divise in due gironi da sei ciascuno. Il torneo del Gruppo A si è svolto a Lubiana, in Slovenia. Le partite del Gruppo B invece si sono giocate a Krynica-Zdrój, in Polonia. La Slovenia e l'Austria, prima e seconda del Gruppo A, si sono garantite la partecipazione al Campionato mondiale di hockey su ghiaccio maschile 2013, mentre l'Ucraina è stata retrocessa per il 2013 in Prima Divisione - Gruppo B. Nel Gruppo B la Corea del Sud ha conquistato la promozione in Prima Divisione - Gruppo A, mentre l'Australia, ultima classificata, è stata retrocessa in Seconda Divisione - Gruppo A.

## Partecipanti

### Gruppo A
| Nazionale   | Qualificazione                                                                                    |
| ----------- | ------------------------------------------------------------------------------------------------- |
| Austria     | Quindicesima e retrocessa dal Gruppo A del 2011.                                                  |
| Slovenia    | Ospitante, sedicesima e retrocessa dal Gruppo A del 2011.                                         |
| Ungheria    | Seconda nella Prima Divisione - Gruppo A del 2011.                                                |
| Regno Unito | Secondo nella Prima Divisione - Gruppo B del 2011.                                                |
| Giappone    | Ritirato a seguito del Terremoto e maremoto del Tōhoku dalla Prima Divisione - Gruppo A del 2011. |
| Ucraina     | Terza nella Prima Divisione - Gruppo B del 2011.                                                  |

### Gruppo B
| Nazionale     | Qualificazione                                                |
| ------------- | ------------------------------------------------------------- |
| Corea del Sud | Terza nella Prima Divisione - Gruppo A del 2011.              |
| Polonia       | Ospitante, quarta nella Prima Divisione - Gruppo B del 2011.  |
| Paesi Bassi   | Quarta nella Prima Divisione - Gruppo A del 2011.             |
| Lituania      | Quinta nella Prima Divisione - Gruppo B del 2011.             |
| Australia     | Prima e promossa dalla Seconda Divisione - Gruppo A del 2011. |
| Romania       | Prima e promossa dalla Seconda Divisione - Gruppo B del 2011. |

## Gruppo A

### Incontri
| Lubiana 15 aprile 2012, ore 13:00 UTC+2 | Giappone | 1 – 5 (0–2; 0–2; 1–1) referto | Ungheria | Arena Stožice (1.602 spett.) |

| Lubiana 15 aprile 2012, ore 16:30 UTC+2 | Ucraina | 4 – 5 (1–1; 2–4; 1–0) referto | Austria | Arena Stožice (1.419 spett.) |

| Lubiana 15 aprile 2012, ore 20:00 UTC+2 | Regno Unito | 2 – 3 (1–2; 1–0; 0–1) referto | Slovenia | Arena Stožice (9.861 spett.) |

| Lubiana 16 aprile 2012, ore 13:00 UTC+2 | Ungheria | 3 – 1 (2-0; 0-0; 1-1) referto | Ucraina | Arena Stožice (1.020 spett.) |

| Lubiana 16 aprile 2012, ore 16:30 UTC+2 | Austria | 7 – 3 (3-0; 2-2; 2-1) referto | Regno Unito | Arena Stožice (986 spett.) |

| Lubiana 16 aprile 2012, ore 20:00 UTC+2 | Slovenia | 4 – 2 (1-0; 1-1; 2-1) referto | Giappone | Arena Stožice (8.070 spett.) |

| Lubiana 18 aprile 2012, ore 13:00 UTC+2 | Ucraina | 3 – 4 (d.t.s.) (1-0; 2-3; 0-0) referto | Regno Unito | Arena Stožice (360 spett.) |

| Lubiana 18 aprile 2012, ore 16:30 UTC+2 | Austria        | 3 – 3 (d.t.s.) (1-0; 1-2; 1-1; 0-0) referto | Giappone | Arena Stožice (640 spett.) |
| Shootout 0 – 1                          |                |                                             |          |                            |
|                                         |                |                                             |          |                            |
|                                         | Shootout 0 – 1 |                                             |          |                            |

| Lubiana 18 aprile 2012, ore 20:00 UTC+2 | Slovenia | 4 – 1 (1-0; 2-0; 1-1) referto | Ungheria | Arena Stožice (9.563 spett.) |

| Lubiana 19 aprile 2012, ore 13:00 UTC+2 | Regno Unito | 0 – 5 (0-2; 0-2; 0-1) referto | Giappone | Arena Stožice (680 spett.) |

| Lubiana 19 aprile 2012, ore 16:30 UTC+2 | Ungheria | 2 – 7 (2-1; 0-2; 0-4) referto | Austria | Arena Stožice (4.250 spett.) |

| Lubiana 19 aprile 2012, ore 20:00 UTC+2 | Slovenia | 3 – 2 (d.t.s.) (0-1; 2-1; 1-0) referto | Ucraina | Arena Stožice (9.450 spett.) |

| Lubiana 21 aprile 2012, ore 13:00 UTC+2 | Giappone       | 1 – 1 (d.t.s.) (0-1; 0-0; 1-0; 0-0) referto | Ucraina | Arena Stožice (640 spett.) |
| Shootout 0 – 1                          |                |                                             |         |                            |
|                                         |                |                                             |         |                            |
|                                         | Shootout 0 – 1 |                                             |         |                            |

| Lubiana 21 aprile 2012, ore 16:30 UTC+2 | Ungheria | 4 – 5 (2-2; 2-2; 0-1) referto | Regno Unito | Arena Stožice (2.460 spett.) |

| Lubiana 21 aprile 2012, ore 20:00 UTC+2 | Austria | 2 – 3 (0-0; 2-3; 0-0) referto | Slovenia | Arena Stožice (10.500 spett.) |

### Classifica
| Pos. |             | PG | V | VOT | POT | P | GF | GS | DR | Pt |
| 1.   | Slovenia    | 5  | 5 | 0   | 0   | 0 | 17 | 9  | +8 | 15 |
| 2.   | Austria     | 5  | 3 | 0   | 1   | 1 | 24 | 16 | +8 | 10 |
| 3.   | Ungheria    | 5  | 2 | 0   | 0   | 3 | 15 | 18 | -3 | 6  |
| 4.   | Giappone    | 5  | 1 | 1   | 1   | 2 | 13 | 14 | -1 | 6  |
| 5.   | Regno Unito | 5  | 1 | 1   | 0   | 3 | 14 | 22 | -8 | 5  |
| 6.   | Ucraina     | 5  | 0 | 1   | 1   | 3 | 12 | 16 | -4 | 3  |

### Riconoscimenti individuali
- Miglior portiere: Robert Kristan -  Slovenia
- Miglior difensore: Matthias Trattnig -  Austria
- Miglior attaccante: Manuel Latusa -  Austria

### Classifica marcatori
| Giocatore                           | PG | G | A | Pt | +/- | MP |
| ----------------------------------- | -- | - | - | -- | --- | -- |
| Robert Dowd (hockeista su ghiaccio) | 5  | 5 | 4 | 9  | 0   | 6  |
| Manuel Latusa                       | 5  | 5 | 2 | 7  | +1  | 2  |
| Colin Shields                       | 5  | 3 | 4 | 7  | -2  | 0  |
| Gregor Baumgartner                  | 5  | 3 | 3 | 6  | +4  | 2  |
| Rok Ticar                           | 5  | 3 | 3 | 6  | +4  | 4  |
| Oleksandr Pobyedonoscev             | 5  | 4 | 1 | 5  | -1  | 0  |
| David Rodman                        | 5  | 3 | 2 | 5  | +1  | 10 |
| Oleh Tymčenko                       | 5  | 3 | 2 | 5  | +2  | 2  |
| Márton Vas                          | 5  | 3 | 2 | 5  | -2  | 0  |
| Raphael Herburger                   | 5  | 1 | 4 | 5  | +3  | 2  |

Fonte: IIHF.com

### Classifica portieri
| Giocatore        | Min    | TC  | GS | SO | MGS  | Sv%   |
| ---------------- | ------ | --- | -- | -- | ---- | ----- |
| Robert Kristan   | 240:00 | 103 | 7  | 0  | 1.75 | 93.20 |
| Masahito Haruna  | 159:31 | 83  | 7  | 1  | 2.63 | 91.57 |
| Yuta Narisawa    | 150:00 | 66  | 6  | 0  | 2.40 | 90.91 |
| Bence Balisz     | 240:00 | 140 | 13 | 0  | 3.25 | 90.71 |
| Mychajlo Balaban | 157:40 | 60  | 7  | 0  | 2.66 | 88.33 |

Fonte: IIHF.com

## Gruppo B

### Incontri
| Krynica-Zdrój 15 aprile 2012, ore 13:00 UTC+2 | Australia | 4 – 8 (3–3; 1–1; 0–4) referto | Corea del Sud | Krynica Ice Stadium (450 spett.) |

| Krynica-Zdrój 15 aprile 2012, ore 16:30 UTC+2 | Romania | 1 – 4 (0–0; 1–3; 0–1) referto | Paesi Bassi | Krynica Ice Stadium (250 spett.) |

| Krynica-Zdrój 15 aprile 2012, ore 20:00 UTC+2 | Lituania | 0 – 9 (0–2; 0–4; 0–3) referto | Polonia | Krynica Ice Stadium (3.000 spett.) |

| Krynica-Zdrój 16 aprile 2012, ore 13:00 UTC+2 | Paesi Bassi | 6 – 2 (1-1; 3-1; 2-0) referto | Australia | Krynica Ice Stadium (150 spett.) |

| Krynica-Zdrój 16 aprile 2012, ore 16:30 UTC+2 | Corea del Sud | 3 – 0 (3-0; 0-0; 0-0) referto | Lituania | Krynica Ice Stadium (100 spett.) |

| Krynica-Zdrój 16 aprile 2012, ore 20:00 UTC+2 | Polonia | 10 – 0 (3-0; 3-0; 4-0) referto | Romania | Krynica Ice Stadium (1.500 spett.) |

| Krynica-Zdrój 18 aprile 2012, ore 13:00 UTC+2 | Corea del Sud | 6 – 1 (3-0; 1-0; 2-1) referto | Romania | Krynica Ice Stadium (150 spett.) |

| Krynica-Zdrój 18 aprile 2012, ore 16:30 UTC+2 | Australia | 2 – 3 (0-2; 2-1; 0-0) referto | Lituania | Krynica Ice Stadium (170 spett.) |

| Krynica-Zdrój 18 aprile 2012, ore 20:00 UTC+2 | Polonia | 5 – 1 (2-0; 1-0; 2-1) referto | Paesi Bassi | Krynica Ice Stadium (1.900 spett.) |

| Krynica-Zdrój 19 aprile 2012, ore 13:00 UTC+2 | Lituania | 5 – 6 (3-1; 1-2; 1-3) referto | Romania | Krynica Ice Stadium (140 spett.) |

| Krynica-Zdrój 19 aprile 2012, ore 16:30 UTC+2 | Paesi Bassi | 3 – 4 (d.t.s.) (1-2; 0-1; 2-0) referto | Corea del Sud | Krynica Ice Stadium (85 spett.) |

| Krynica-Zdrój 19 aprile 2012, ore 20:00 UTC+2 | Polonia | 5 – 3 (1-0; 3-2; 1-1) referto | Australia | Krynica Ice Stadium (2.000 spett.) |

| Krynica-Zdrój 21 aprile 2012, ore 13:00 UTC+2 | Paesi Bassi | 7 – 1 (2-0; 1-1; 4-0) referto | Lituania | Krynica Ice Stadium (70 spett.) |

| Krynica-Zdrój 21 aprile 2012, ore 16:30 UTC+2 | Romania | 5 – 3 (2-2; 1-0; 2-1) referto | Australia | Krynica Ice Stadium (250 spett.) |

| Krynica-Zdrój 21 aprile 2012, ore 20:00 UTC+2 | Corea del Sud | 3 – 2 (1-2; 1-0; 1-0) referto | Polonia | Krynica Ice Stadium (3.200 spett.) |

### Classifica
| Pos. |               | PG | V | VOT | POT | P | GF | GS | DR  | Pt |
| 1.   | Corea del Sud | 5  | 4 | 1   | 0   | 0 | 24 | 10 | +14 | 14 |
| 2.   | Polonia       | 5  | 4 | 0   | 0   | 1 | 31 | 7  | +24 | 12 |
| 3.   | Paesi Bassi   | 5  | 3 | 0   | 1   | 1 | 21 | 13 | +8  | 10 |
| 4.   | Romania       | 5  | 2 | 0   | 0   | 3 | 13 | 28 | -15 | 6  |
| 5.   | Lituania      | 5  | 1 | 0   | 0   | 4 | 9  | 27 | -18 | 3  |
| 6.   | Australia     | 5  | 0 | 0   | 0   | 5 | 14 | 27 | -13 | 0  |

### Riconoscimenti individuali
- Miglior portiere: Ian Meierdres -  Paesi Bassi
- Miglior difensore: Adam Borzecki -  Polonia
- Miglior attaccante: Marcin Kolusz -  Polonia

### Classifica marcatori
| Giocatore            | PG | G | A | Pt | +/- | MP |
| -------------------- | -- | - | - | -- | --- | -- |
| Marcin Kolusz        | 5  | 4 | 6 | 10 | +8  | 0  |
| Leszek Laszkiewicz   | 5  | 4 | 5 | 9  | +3  | 2  |
| Diederick Hagemeijer | 5  | 5 | 3 | 8  | -2  | 6  |
| Won Jung Kim         | 5  | 4 | 3 | 7  | +6  | 0  |
| Yongjun Lee          | 5  | 3 | 3 | 6  | +2  | 2  |
| Damian Slabon        | 5  | 3 | 3 | 6  | +3  | 0  |
| Kevin Bruijsten      | 5  | 2 | 4 | 6  | -2  | 2  |
| Marco Postma         | 5  | 2 | 4 | 6  | -1  | 8  |
| Sangwoo Sin          | 5  | 1 | 5 | 6  | +8  | 2  |
| Mikolaj Lopuski      | 5  | 4 | 1 | 5  | +7  | 2  |

Fonte: IIHF.com

### Classifica portieri
| Giocatore          | Min    | TC  | GS | SO | MGS  | Sv%   |
| ------------------ | ------ | --- | -- | -- | ---- | ----- |
| Przemysław Odrobny | 239:10 | 69  | 4  | 2  | 1.00 | 94.20 |
| Hyunseung Eum      | 255:03 | 111 | 9  | 0  | 2.12 | 91.89 |
| Ian Meierdres      | 303:39 | 150 | 13 | 0  | 2.57 | 91.33 |
| Manstas Armalis    | 239:20 | 145 | 18 | 0  | 4.51 | 87.59 |
| Anthony Kimlin     | 239:36 | 145 | 21 | 0  | 5.26 | 85.52 |

Fonte: IIHF.com